# 1918年の相撲
1918年の相撲（1918ねんのすもう）は、1918年の相撲関係のできごとについて述べる。
1917年-1918年-1919年

## できごと
- 法政大学相撲部創部。

## 台覧相撲
- 4月29日 - 高輪東宮御所において、皇太子裕仁親王（後の昭和天皇）が誕辰祝賀余興相撲を台覧[1]。
- 6月22日 - 小石川後楽園において、コノート公爵アーサー親王が台覧[2]。

## 本場所など
- 1月場所（東京相撲）[3]
  - 興行場所:靖国神社
  - 1月11日より晴天10日間興行
  - 97対77で東方勝利。旗手は源氏山大五郎。個人優勝は栃木山守也。
- 1月場所（大阪相撲）[4]
  - 興行場所:新世界
  - 1月11日より晴天10日間興行
- 5月場所（大阪相撲）[5]
  - 興行場所:千日前東
  - 5月11日より晴天10日間興行
- 5月場所（東京相撲）[6]
  - 興行場所:靖国神社
  - 5月12日より晴天10日間興行
  - 93対84で東方勝利。旗手は常ノ花寛市。個人優勝は栃木山守也。
  - 　場所前から「かぜ」（「相撲風邪」と呼ばれた）が流行、初日も天候を理由に2日間延期しての開催となったが、それでも休場者が多く、横綱・大関での皆勤は4横綱3大関のうち横綱栃木山と大関千葉ヶ嵜の2名にとどまった。

## その他相撲披露
- 1月26日-28日 - 太刀山峰右エ門引退披露相撲[4]

## 誕生
- 1月11日 - 一渡明（最高位：前頭18枚目、所属：出羽海部屋 、+ 1974年【昭和49年】）[7]
- 1月11日 - 相武山信男（最高位：十両2枚目、所属：出羽海部屋、+ 没年不明）
- 3月1日 - 汐ノ海運右エ門（最高位：大関、所属：出羽海部屋、+ 1983年【昭和58年】）[8]
- 3月23日 - 明瀬川傳四郎（最高位：前頭13枚目、所属：伊勢ヶ濱部屋、+ 1989年【平成元年】）[9]
- 3月31日 - 新川完二（最高位：十両8枚目、所属：立浪部屋、+ 没年不明）
- 4月14日 - 立田野邦清（最高位：前頭7枚目、所属：立浪部屋、+ 1971年【昭和46年】）[10]
- 5月5日 - 薩摩洋時久（最高位：十両13枚目、所属：井筒部屋、+ 1976年【昭和51年】）
- 7月5日 - 柏戸秀剛（最高位：前頭筆頭、所属：春日山部屋→伊勢ノ海部屋→錦嶋部屋、+ 1982年【昭和57年】）[11]
- 11月1日 - 信州山由金（最高位：前頭4枚目、所属：立浪部屋、+ 1976年【昭和51年】）[12]

## 死去
- 4月6日 - 真砂石濱五郎（最高位：小結（現役没）、所属：尾車部屋→峰崎部屋、* 1891年【明治24年】）[13]
- 5月27日 - 大砲万右エ門（第18代横綱、所属：尾車部屋、年寄：待乳山、* 1869年【明治2年】）[14]